# Cratere Baker
Baker  è un cratere sulla superficie di Venere. Il cratere è stato così chiamato dall'Unione Astronomica Internazionale nel 1994 in omaggio alla cantante, ballerina e attivista francese di origini statunitensi Joséphine Baker.